# Vallarsa
Vallarsa (cimbri Brandtal) és un municipi italià, dins de la província de Trento. És habitat per la minoria germànica dels cimbris, encara que ja no hi parlen la llengua. L'any 2007 tenia 1.370 habitants. Limita amb els municipis d'Ala, Recoaro Terme (VI), Rovereto, Terragnolo, Trambileno i Valli del Pasubio (VI).

## Administració
| Període | Identitat    | Partit        |
| ------- | ------------ | ------------- |
| 2004-   | Geremia Gios | Llista cívica |